# Gustave Garrisson
Pour les articles homonymes, voir Garrisson.
Gustave Bernard Garrisson, né le 28 février 1820 à Montauban et mort le 9 août 1897 dans la même ville, est un homme politique et propriétaire agricole français. Il est maire de Montauban en 1878 et 1879, et sénateur du Tarn-et-Garonne de 1882 à 1897.

## Biographie
Il est candidat républicain à l'Assemblée nationale en 1871 et en 1876. Il est maire de Montauban en 1878 et 1879, et vice-président du conseil général où il est élu en 1877.
Il est élu sénateur du Tarn-et-Garonne le 8 janvier 1882, réélu le 4 janvier 1891. Sa mort met fin à son mandat, le 9 août 1897.
En 1890, Gustave Garrisson présida la commission chargée d'étudier le projet de loi établissant le régime fiscal des raisins secs et, à ce titre, intervint en séance à plusieurs reprises, le 29 mai, sur des questions de procédure.
Réélu sénateur le 4 janvier 1891 par 251 voix sur 467 votants, il déposa le 10 juillet de cette même année un rapport sur les tarifs de douane applicables aux cotons et aux chanvres.
Ce fut le dernier acte parlementaire de Gustave Garrisson qui n’intervint plus désormais en aucune circonstance. Il suit pendant sept ans encore les séances avec assiduité. Le président Loubet lui rend hommage le 9 octobre 1897.

## Hommages et distinctions
- 1844 : membre de l'Académie de Montauban[2]
- Le boulevard Gustave Garrisson à Montauban porte son nom.